# Coptodactyla papua
Coptodactyla papua är en skalbaggsart som beskrevs av Lansberge 1885. Coptodactyla papua ingår i släktet Coptodactyla och familjen bladhorningar. Inga underarter finns listade i Catalogue of Life.